# Water On Stone
Water On Stone è il sesto album in studio del cantautore  inglese Black, uscito nel 2009: l’album è, in realtà, il nono, se si considerano anche i dischi pubblicati come Colin Vearncombe invece che con lo pseudonimo Black.

## Tracce
Testi e musiche di Black (tranne se diversamente indicato).
1. Tonight We Cross The River – 3:44
2. California – 5:10
3. Walk On Frozen Water – 5:32 (testo: Black – musica: Graham Henderson)
4. Tomorrow Is Another Night – 3:08
5. I Hate You (Don't Leave) – 3:06 (testo: Black – musica: Calum MacColl)
6. Stormy Waters – 3:58
7. What Makes A Fool – 3:54
8. Grievous Angel – 5:10
9. Tonight We Cross The River (Video) – 3:55
10. Grievous Angel (Video) – 4:59